# Mont Chauve, Antarktis
Mont Chauve är ett berg i Antarktis. Det ligger i Östantarktis. Frankrike gör anspråk på området. Toppen på Mont Chauve är 33 meter över havet.
Terrängen runt Mont Chauve är kuperad åt sydost, men norrut är den platt. Havet är nära Mont Chauve norrut. Trakten är obefolkad. Det finns inga samhällen i närheten.